# NBK Tower
La NBK Tower est un gratte-ciel de 300 mètres à Koweït City, au Koweït. Elle est porte son nom de la National Bank of Kuwait, d'où son nom. Les travaux ont débuté en 2013 et se sont achevés en 2019.